# Das gute Krokodil

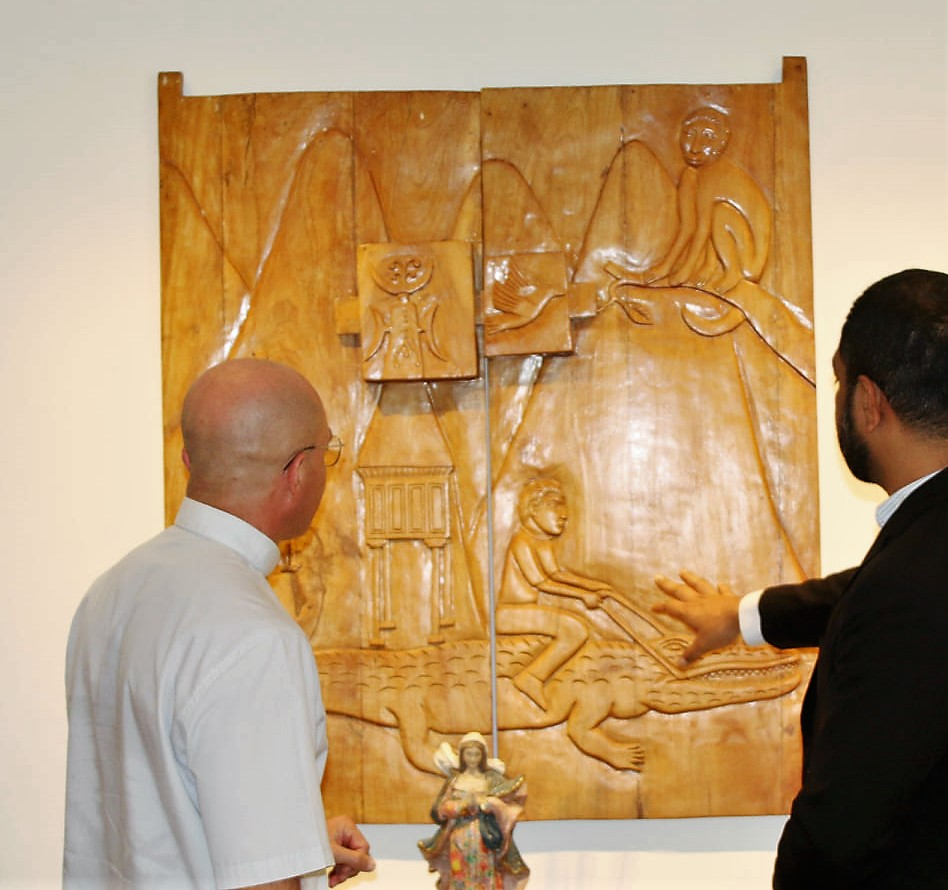
Darstellung der Legende im Sitz des Nuntius in Osttimor

Das gute Krokodil (tetum Lafaek Diak) ist der einheimische Schöpfungsmythos der Insel Timor. Die Insel wird daher auch das Land des schlafenden Krokodils genannt.

## Handlung
Eines Tages fand ein Junge ein Krokodilbaby, das versuchte, von der Lagune ins Meer zu kommen. Weil es sehr schwächlich war, nahm der Junge das kleine Krokodil und trug es zum Meer. Das Krokodil war sehr dankbar und versprach dem Jungen, sich zu revanchieren. Es sagte dem Jungen, es wolle mit ihm auf Reisen gehen. Der Junge solle zum Meer kommen, es rufen und das Krokodil würde ihm helfen.
Nach einiger Zeit erinnerte sich der Junge an das Versprechen des Krokodils und ging zum Ufer der See. Er rief das Krokodil dreimal. Als das Krokodil erschien, waren beide sehr froh über das Wiedersehen. Das Krokodil sagte dem Jungen, er solle sich auf seinen Rücken setzen, und das Krokodil trug den Jungen viele Jahre lang auf vielen, vielen Reisen.
Aber obwohl das Krokodil und der Junge Freunde waren, blieb das Krokodil immer noch ein Krokodil. Es fühlte den unwiderstehlichen Drang, den Jungen zu fressen. Dies störte das Krokodil und so fragte es bei anderen Tieren um Rat. Es fragte den Wal, den Tiger, den Wasserbüffel und viele andere Tiere und alle sagten: „Der Junge war nett zu dir, du kannst ihn nicht fressen.“ Schließlich fragte das Krokodil den weisen Affen. Nachdem der Affe sich die Geschichte angehört hatte, verfluchte er das Krokodil und verschwand.
Das Krokodil schämte sich und entschied, den Jungen nicht zu fressen. Stattdessen nahm es den Jungen wieder auf seinen Rücken und zusammen reisten sie, bis das Krokodil sehr alt wurde. Das Krokodil fühlte, es würde niemals die Güte des Jungen vergelten können, und sagte deswegen zum Jungen: „Ich werde bald sterben. Aber mein Körper wird ein neues Land bilden, für dich und deine Nachkommen.“
Aus dem Krokodil wurde die Insel Timor, die auch heute noch die Form eines Krokodils hat. Der Junge hatte viele Nachkommen, die von ihm seine Güte, seine Freundlichkeit und seinen Sinn für Gerechtigkeit erbten.

## Zoologischer Hintergrund

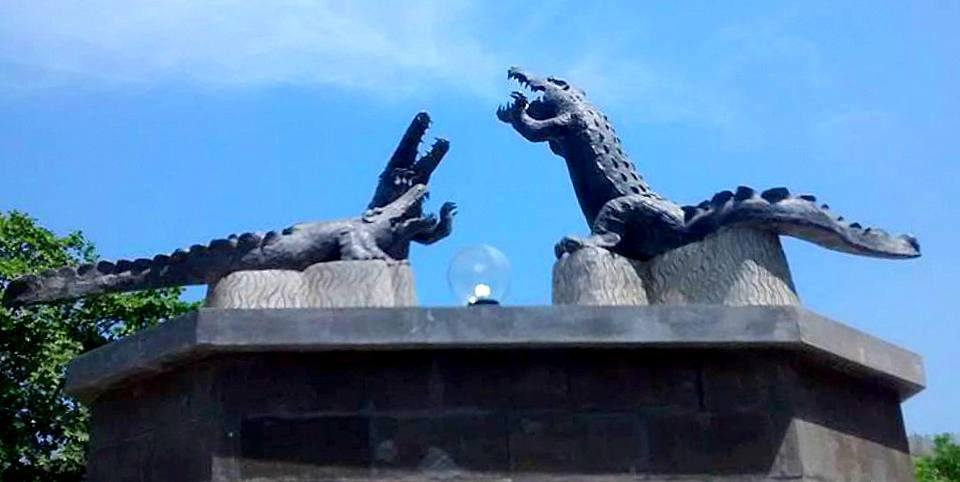
Statuen am Areia Branca

Das Leistenkrokodil ist das größte Raubtier, das an Timors Küsten und in seinen Flüssen und Seen lebt. Es ist die einzige Krokodilart, die auch im Meer lebt, und ist zwischen der Ostküste Indiens und der Nordküste Australiens in der gesamten südostasiatischen Inselwelt heimisch. Am Ira Lalaro, Osttimors größtem See, und seinen Flüssen leben etwa dreihundert Exemplare isoliert ohne Zugang zum Meer oder anderen Artgenossen. Sie leben hier ausschließlich im Süßwasser, neun Kilometer vom Meer entfernt und von der Küste durch die Paitchau-Bergkette getrennt.

## Das Krokodil im Alltag in Osttimor

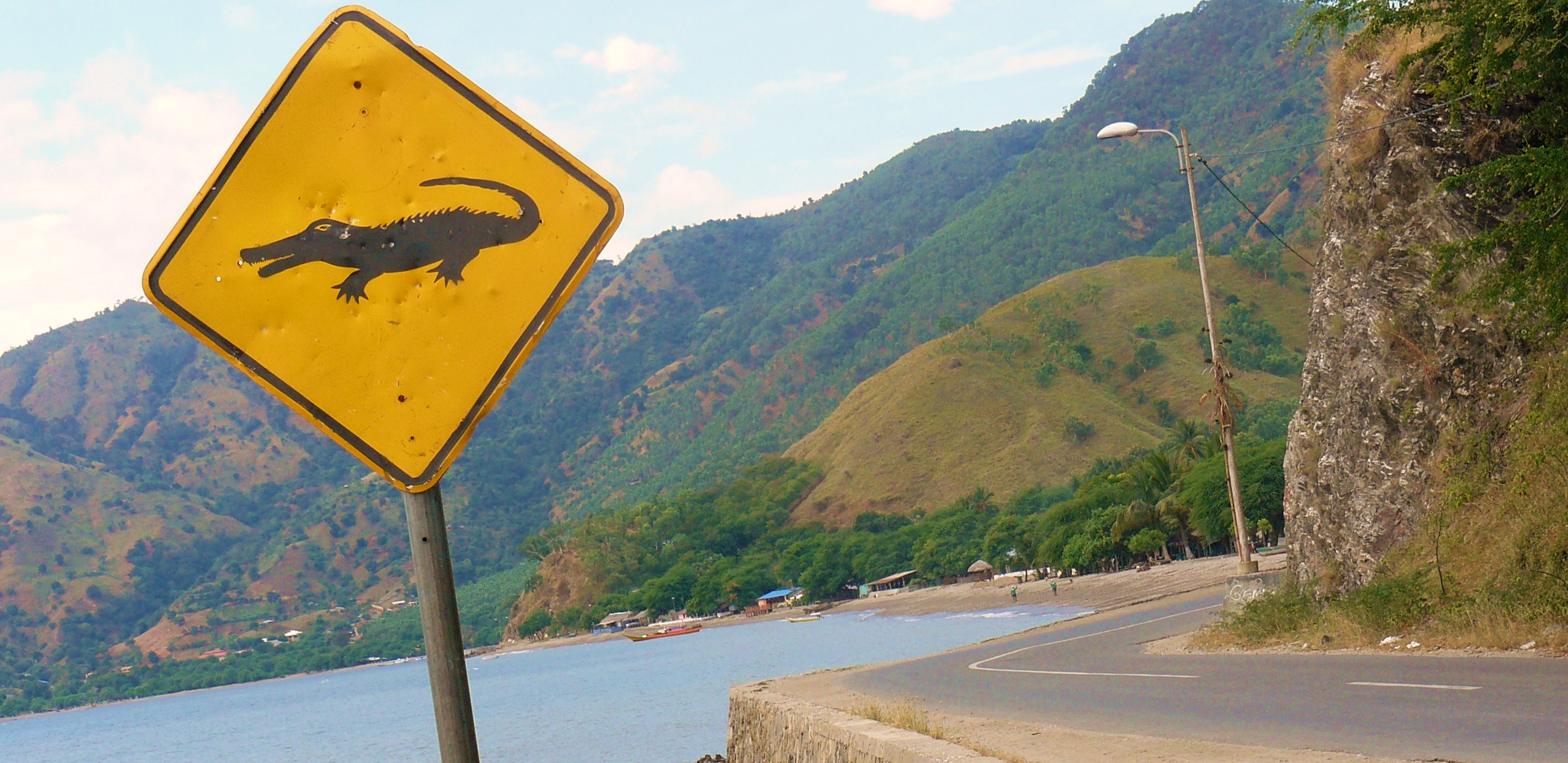
Verkehrsschild in Dili

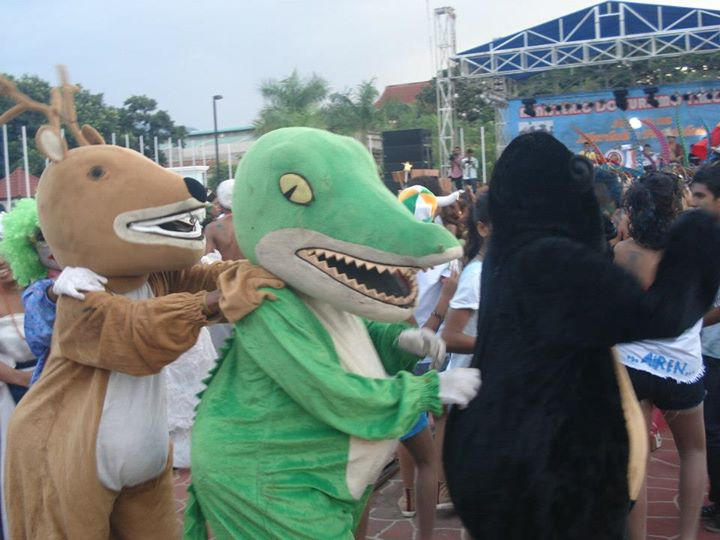
Das Krokodil tanzt beim Karneval (2013)

Das Krokodil ist ein nationales Symbol Osttimors. Wurde es während der portugiesischen Kolonial- (bis 1975) und indonesischen Besatzungszeit (1975–1999) noch bejagt, steht es im unabhängigen Osttimor seit 2002 unter Schutz. Es erscheint im Alltag in unterschiedlichsten Formen, zum Beispiel in Logos und Marken, Comicfigur, Graffiti oder als Kostüm auf dem Karneval von Dili.
Der Schutz des Leistenkrokodils führte zu einem Anwachsen der Population und einer Zunahme von Krokodilangriffen auf Menschen und Haustiere. CrocBITE, die Datenbank für Krokodilangriffe der Charles Darwin University, registrierte seit 2007 (Stand: 25. Mai 2020) 61 tödliche und 24 weitere Attacken auf Menschen in Osttimor. Die Zahlen könnten aber noch höher liegen, da verschiedene Gemeinden den Tod eines Angehörigen durch ein Krokodil als Schandmal empfinden. Ein Krokodilangriff wird als Strafe der Ahnen angesehen, weswegen viele Familien ihre Opfer nicht offiziell melden. Laut Presseberichten kann man wegen der Krokodilbedrohung an mehreren Stränden nicht baden.
Am 2. Dezember 2015 schwamm ein Leistenkrokodil sogar bis an das Ufer in der Landeshauptstadt Dili, direkt unterhalb des Regierungspalasts. Eine große Menschenmenge versammelte sich, um das Krokodil zu bestaunen. Es wurde sogar gefüttert. Das Batalhão de Ordem Pública (BOP) der Nationalpolizei Osttimors (PNTL) hält sich in ihrem Hauptstützpunkt in Bairro Pite drei Krokodile namens „Aminu“ (deutsch Leibwächter, dreieinhalb Meter lang), „Sparro“ (deutsch Schwert) und „Rama“ (deutsch Barett). Nach ihren Maskottchen hat die BOP drei Sondereinheiten benannt. Auch die Verteidigungskräfte Osttimors halten sich in ihren Stützpunkten Krokodile.
2010 wurde eine Crocodile Task Force aus zehn Männern aufgebaut. Unterstützung erhielt Osttimor dabei vom australischen Northern Territory, wo man lange Erfahrung im Umgang mit Leistenkrokodilen hat. Gefangene Krokodile sollten in einem Park in Hera unterkommen. Allerdings wendeten sich traditionelle Führer gegen den Plan. Man müsse Krokodile und Umwelt nur mit Respekt behandeln, dann würde es zu keinen Angriffen kommen. Der einheimische Anthropologe Josh Trindade, der die Task Force beriet, erklärte, man müsse bei jedem einzelnen Fall, bei dem es um die Entnahme eines Krokodils aus seiner Umgebung geht, die jeweilige Situation beachten und die lokalen Glaubensvorstellungen berücksichtigen. Die Task Force unterrichtete die Bevölkerung in ländlichen Gebieten, wie man Jagdreviere von Krokodilen erkennen kann und mit den Tieren umgeht. Allerdings musste die Einheit nach Budgetkürzungen ihre Arbeit einstellen.

Emblem der Regierung Osttimors während der UN-Verwaltung
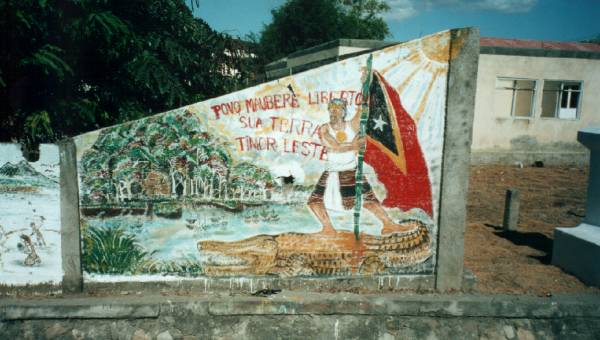
Wandgemälde in Manatuto
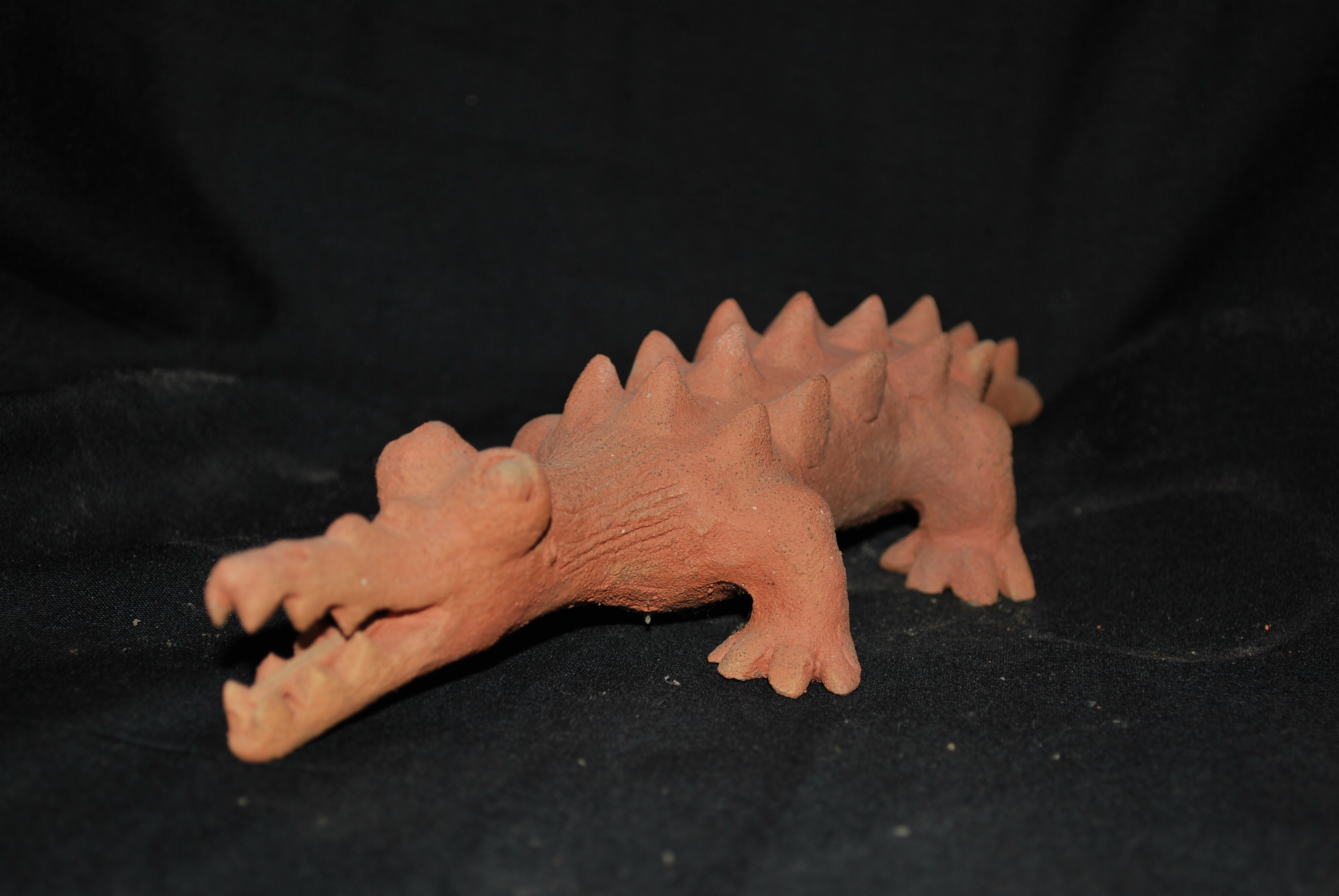
Tonkrokodil aus Manatuto
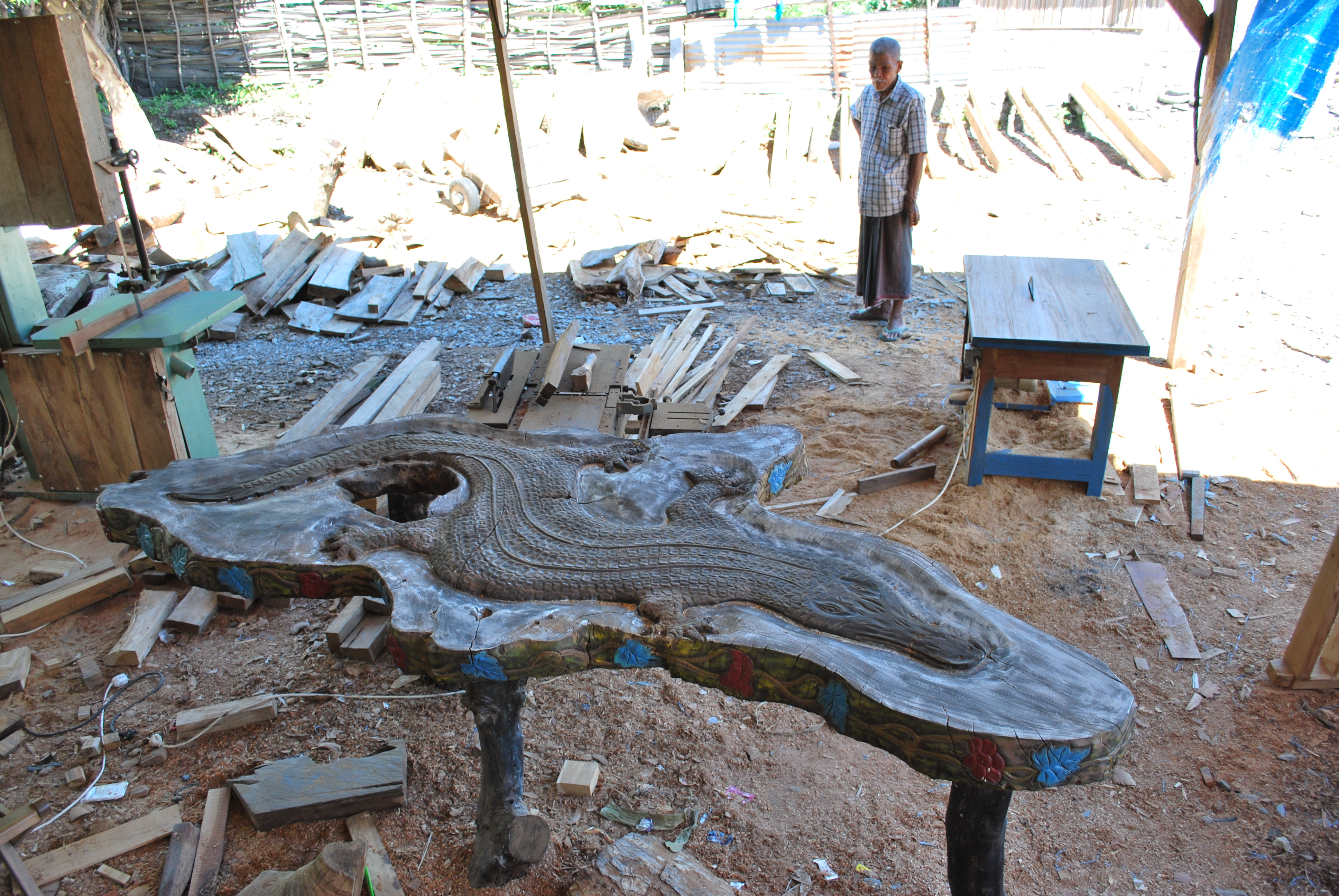
Moderne Schnitzerei in Maubara
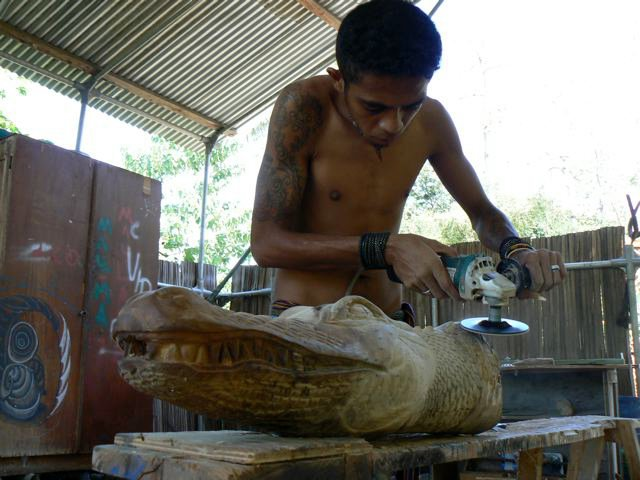
Osttimoresische Holzarbeit

## Kulturelle Bedeutung

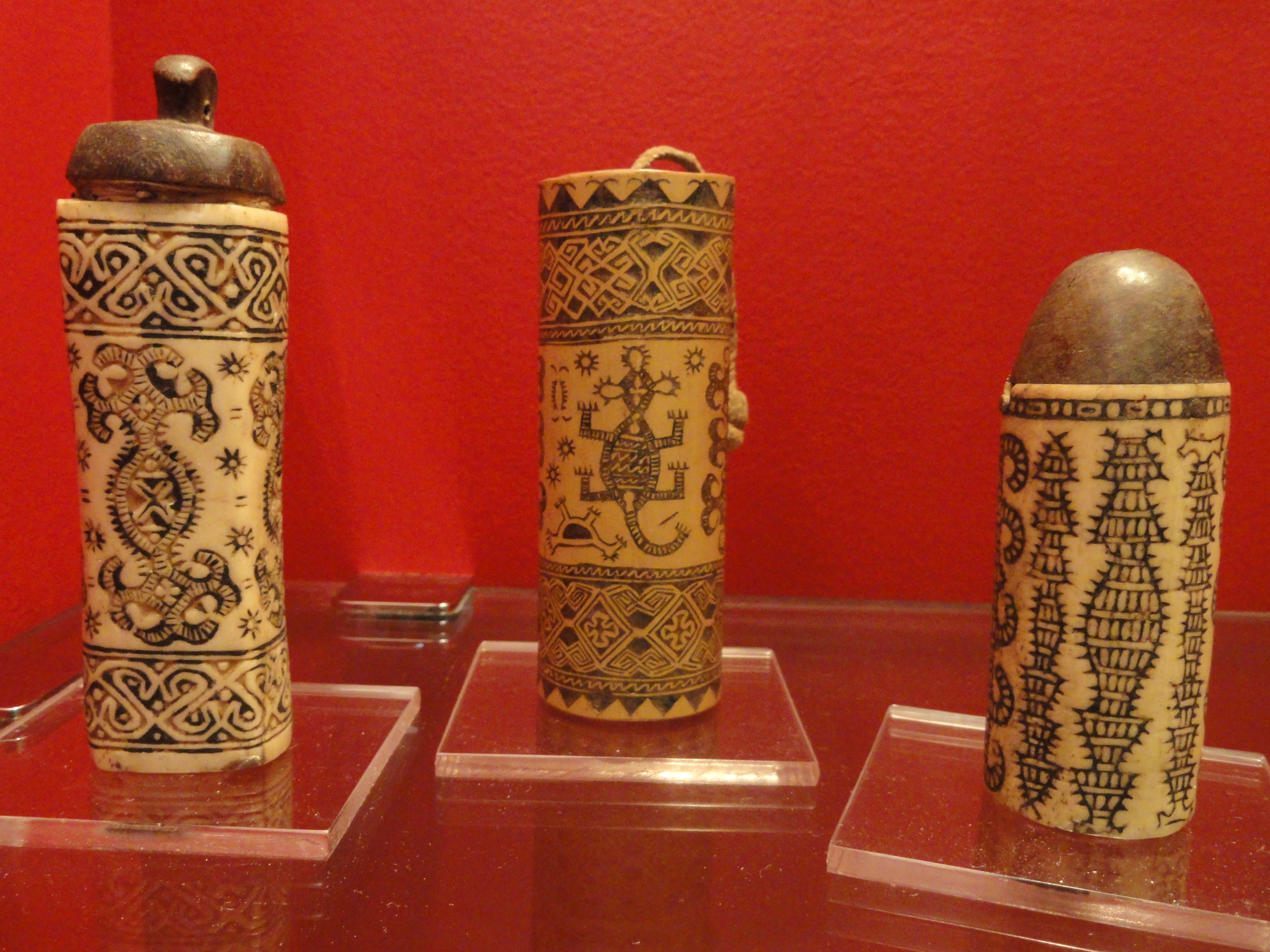
Der mittlere Betelnussbehälter zeigt die stilisierte Darstellung eines Krokodils (Anfang 20. Jahrhundert)

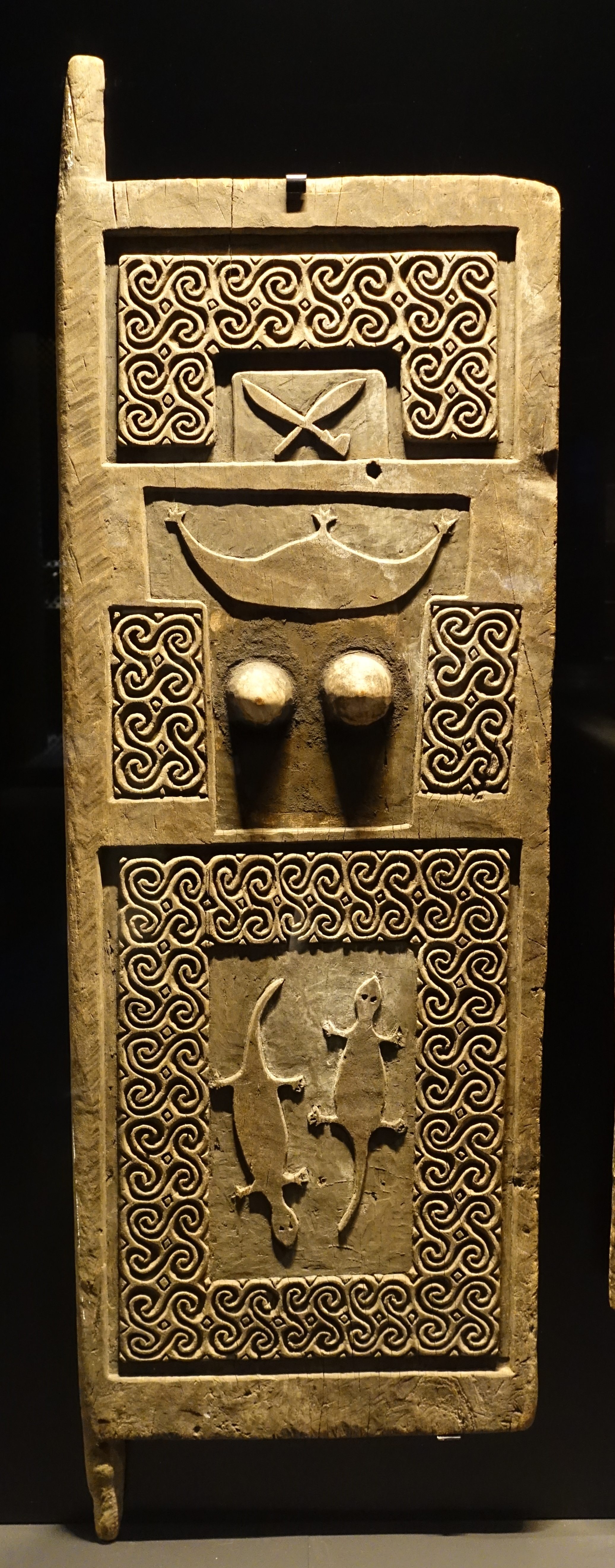
Aus Rosenholz geschnitzte Tür mit Krokodilsymbolen aus Bobonaro (um 1900)

Für die meisten Ethnien Timors gilt das Krokodil als heilig (lulik). Sie nennen das Krokodil Großvater (Abo Lafaek) und immer, wenn sie einen Fluss überqueren, rufen sie: „Krokodil, ich bin dein Enkel – friss mich nicht!“ Bei den Fataluku wird neben der Bezeichnung „Sonnenaufgang“ (vacu hia sukana) und „Sonnenuntergang“ (vacu isinu), der Osten „Kopf des Landes“ (mua cao) und der Westen „Schwanz des Landes“ (mua ulafuka) genannt.
Das Krokodil ist auf Timor ein beliebtes Symbol. Es wird traditionell auf Handarbeiten, Kunstwerken und als Schnitzereien oder Zeichnungen in den heiligen Häusern (tetum Uma Lulik; Fataluku: lee teinu) verwendet. Dabei hat es in traditioneller Darstellung aus europäischer Sicht oft eher Ähnlichkeit mit einer Eidechse. Der Politiker und Schriftsteller Xanana Gusmão schrieb ein Gedicht mit dem Titel Großvater Krokodil.
Auch in Metaphern hat das Krokodil Einzug gefunden. So wurde der Exodus timoresischer Flüchtlinge während der Besatzung durch Indonesien „Leaving the crocodile“ bezeichnet.
Die Legenden und Traditionen um das Krokodil unterscheiden sich in den verschiedenen Regionen der Insel. An manchen Orten werden die Tiere als Haustiere gehalten, andernorts hält man vor Krokodilen als heilige Warnung lieber Abstand.
Wird ein junges Mädchen an einem Fluss der Südküste Timors von einem Krokodil verschleppt, erklärt man sich in der Region das Unglück dahingehend, dass durch den Todesfall die Sünden des Dorfes bereinigt wurden. Auch am Lago Malai, in der osttimoresischen Gemeinde Bobonaro, gibt es traditionelle Erklärungsversuche, wenn Menschen Krokodilen zum Opfer fallen. Wird eine Frau von Krokodilen getötet, heißt es, die Krokodile hätten an ihr Gefallen gefunden und wollten sie als Ehefrau holen. Getöteten Männern wird nachgesagt, sie wären für Hochmut und Arroganz bestraft worden.
Die historischen Herrscher vom westtimoresischen Kupang sahen sich als Nachkommen von Krokodilen. Daher wurde zur Inthronisierung neuer Herrscher Leistenkrokodilen öffentlich ein Opfer dargebracht. Dieses bestand aus einem Schwein mit roten Borsten und einem jungen Mädchen. Das Mädchen wurde festlich gekleidet, parfümiert und mit Blumen geschmückt. Danach brachte man sie an das Ufer und band sie auf einen heiligen Stein in einer Höhle. Dann rief ein Wächter des Herrschers die Krokodile herbei, die dann das Mädchen töteten. Die Bewohner Kupangs sahen in dem Mädchen die Braut der Krokodile. Sollte sie keine Jungfrau sein, glaubte man, dass die Krokodile sie zurückbringen würden. Bei anderen Festlichkeiten wurde ein neugeborenes Mädchen den Krokodilen geweiht und später mit einem Priester verheiratet.